# Strzyżów (gmina w guberni lubelskiej)
Strzyżów (następnie Horodło) – dawna gmina wiejska na Lubelszczyźnie. Siedzibą władz gminy był Strzyżów.
Za Królestwa Polskiego gmina Strzyżów należała do powiatu hrubieszowskiego w guberni lubelskiej. 1 stycznia?/13 stycznia 1870 do gminy przyłączono pozbawione praw miejskich Horodło.
Gmina została zniesiona w 1877 roku przez przemianowanie na gmina Horodło z siedzibą w Horodle.